# Abby Wilde
Abby Wilde, nome d'arte di Abigail Miriam Dauermann (San Francisco, 25 febbraio 1989), è un'attrice statunitense.
È diventata famosa per il ruolo di Stacey Dillsen su Zoey 101, iCarly e Sam & Cat. Nel 2009 ha compiuto il suo debutto cinematografico nel film Family of Four.

## Biografia
Abby Wilde nacque a San Francisco in California. Ha iniziato a recitare all'età di 12 anni, a partire in una classe con i suoi fratelli presso la filiale locale YMCA. Da allora, è apparsa in calchi di molti spettacoli, performance, concerti lirici di Shakespeare, festival atto unico, e musical. Nel 2006 la Wilde è stata scelta dalla Nickelodeon per interpretare Stacey Dillsen nella sitcom adolescenziale Zoey 101, ruolo che ha mantenuto fino al 2008. In seguito è apparsa come guest star nel medesimo ruolo nelle serie televisive iCarly e Sam & Cat tra il 2010 e il 2013. Nel 2009 la Wilde ha esordito sul grande schermo con il suo primo lungometraggio cinematografico, Family of Four, un dramma scritto e diretto da John Suits.

## Filmografia

### Cinema
- Zoey 102, regia di Nancy Hower (2023)

### Televisione
- Zoey 101 – serie TV, 31 episodi (2005-2008)
- iCarly – serie TV, 3 episodi (2009-2010)
- Sam & Cat – serie TV, episodio 1x20 (2013)